# Kanonchalup Nr. 1-12
Kanonchalup Nr. 1-12 var 12 kanonchalupper, der blev bygget under den første Slesvigske krig i Kiel blandt en række andre krigsskibe. De der overlevede krigen, blev overtaget af den danske marine, blandt andet 12 kanonchalupper.
- Kanonchalup Nr.1: Søsat 1850, overtaget 1852 og udgået 1861. To kanoner.
- Kanonchalup Nr.2: Søsat 1850, overtaget 1852 og udgået 1871. To kanoner. Længde 23,5 meter.
- Kanonchalup Nr.3: Søsat 1851, overtaget 1853 og udgået 1861. To kanoner. Længde 20,4 meter.
- Kanonchalup Nr.4: Søsat 1850, overtaget 1852 og udgået 1871. To kanoner. Længde 23,4 meter.
- Kanonchalup Nr.5: Søsat 1850, overtaget 1852 og udgået 1861. To kanoner. Længde 23,6 meter.
- Kanonchalup Nr.6: Søsat 1851, overtaget 1853 og udgået 1862. To kanoner. Længde 20,2 meter.
- Kanonchalup Nr.7: Søsat 1850, overtaget 1852 og udgået 1871. Armering ukendt. Længde 23,0 meter.
- Kanonchalup Nr.8: Søsat 1850, overtaget 1852 og udgået 1863. To kanoner. Længde 21,4 meter.
- Kanonchalup Nr.9: Søsat 1851, overtaget 1852 og ombygget til transportpram 1861. Sænket i Limfjorden 1864.  To kanoner. 20,1 meter.
- Kanonchalup Nr.10: Søsat 1850, overtaget 1852 og udgået 1871. To kanoner. Længde 23,6 meter.
- Kanonchalup Nr.11: Søsat 1850, overtaget 1852 og ombygget til transportpram 1861. To kanoner. Længde 20,6 meter.
- Kanonchalup Nr.12: Søsat 1851, overtaget 1853 og ombygget til transportpram 1861. To kanoner. Længde 20,5 meter.